# Pascal Hens
Pascal Hens, född 26 mars 1980 i Daun, är en tysk tidigare handbollsspelare (vänsternia).

## Meriter

### Klubblagsmeriter
- Champions League-mästare 2013 med HSV Hamburg
- Cupvinnarcupmästare 2007 med HSV Hamburg
- Tysk mästare 2011 med HSV Hamburg
- Tysk cupmästare 2006 och 2010 med HSV Hamburg

### Landslagsmeriter
- EM-silver 2002 i Sverige
- VM-silver 2003 i Portugal
- EM-guld 2004 i Slovenien
- OS-silver 2004 i Aten
- VM-guld 2007 i Tyskland